# Prusy (Varsovie-ouest)
Pour les articles homonymes, voir Prusy.
Prusy [ˈprusɨ] est un village polonais, situé dans la gmina de Kampinos, dans la Powiat de Varsovie-ouest et la voïvodie de Mazovie dans le centre-est de la Pologne.
Il se situe à environ 2 kilomètres au sud de Kampinos, 25 kilomètres à l'ouest d'Ożarów Mazowiecki et à 38 kilomètres à l'ouest de Varsovie.
Le village a une population de 62 habitants en 2000.